# Astragalus pauper
Astragalus pauper är en ärtväxtart som beskrevs av Aleksandr Andrejevitj Bunge. Astragalus pauper ingår i släktet vedlar, och familjen ärtväxter. Inga underarter finns listade i Catalogue of Life.